# Drottning Silvias Pokal
Drottning Silvias Pokal,  i folkmun Drottningpokalen, är ett årligt travlopp för fyraåriga ston som körs över 2140 meter med autostart. Loppet avgjordes för första gången år 1983 och går sedan dess av stapeln i maj varje år på Åbytravet i Mölndal. Loppet utgör, tillsammans med Konung Gustaf V:s Pokal (som körs samma tävlingsdag), de två så kallade Pokalloppen. Båda dessa lopp är Grupp 1-lopp, det vill säga lopp av högsta internationella klass.
Sedan 2021 års upplaga är förstapris 1 000 000 kronor.

## Vinnare
| År   | Häst               | Kusk               | Tränare             | Odds  | Tid    |
| ---- | ------------------ | ------------------ | ------------------- | ----- | ------ |
| 2025 | Panthere D'Inverne | André Eklundh      | André Eklundh       | 21,08 | 1.12,0 |
| 2024 | Karaboudjan        | Erik Adielsson     | Adrian Kolgjini     | 3,23  | 1.12,5 |
| 2023 | Joviality          | Erik Adielsson     | Sabine Kagebrant    | 1,42  | 1.12,4 |
| 2022 | Chebba Mil         | Robin Bakker       | Paul J. Hagoort     | 4.16  | 1.11,7 |
| 2021 | Fifty Cent Piece   | Robert Bergh       | Robert Bergh        | 4.32  | 1.12,6 |
| 2020 | Diana Zet          | Örjan Kihlström    | Daniel Redén        | 8.21  | 1.12,6 |
| 2019 | Activated          | Carl Johan Jepson  | Fredrik Wallin      | 62.44 | 1.11,6 |
| 2018 | Dibaba             | Örjan Kihlström    | Roger Walmann       | 1.31  | 1.11,4 |
| 2017 | Cash Crowe         | Johnny Takter      | Petri Puro          | 2.14  | 1.12,7 |
| 2016 | Princess Face      | Björn Goop         | Lutfi Kolgjini      | 3.34  | 1.13,1 |
| 2015 | Ruby Trap          | Johnny Takter      | Stefan Melander     | 2.67  | 1.13,4 |
| 2014 | Backfire           | Johnny Takter      | Tomas Malmqvist     | 11.12 | 1.12,6 |
| 2013 | Gisela Ås          | Åke Svanstedt      | Åke Svanstedt       | 4.80  | 1.12,4 |
| 2012 | Love N Hate        | Åke Svanstedt      | Åke Svanstedt       | 2.19  | 1.14,2 |
| 2011 | Tamla Celeber      | Örjan Kihlström    | Roger Walmann       | 1.29  | 1.13,0 |
| 2010 | Viola Silas        | Fredrik Persson    | Fredrik Persson     | 1.34  | 1.12,9 |
| 2009 | Mystic Lady U.S.   | Robert Bergh       | Åke Svanstedt       | 32.63 | 1.13,7 |
| 2008 | Lie Detector       | Örjan Kihlström    | Stefan Hultman      | 5.43  | 1.13,6 |
| 2007 | Birminghim         | Johnny Takter      | Harald Lunde        | 6.20  | 1.13,6 |
| 2006 | Lotuschic          | Erik Adielsson     | Stig H. Johansson   | 4.06  | 1.14,5 |
| 2005 | Fama Currit        | Peter Ingves       | Petri Puro          | 3.36  | 1.14,6 |
| 2004 | Giant Diablo       | Örjan Kihlström    | Roger Walmann       | 1.71  | 1.15,6 |
| 2003 | Rae Boko           | Jorma Kontio       | Markku Nieminen     | 1.94  | 1.15,1 |
| 2002 | Blues Office       | Johnny Takter      | Petri Puro          | 1.94  | 1.16,2 |
| 2001 | Hilda Zonett       | Robert Bergh       | Robert Bergh        | 1.91  | 1.15,0 |
| 2000 | Sweet As Candy     | Erik Adielsson     | Lars-Eric Magnusson | 6.60  | 1.15,3 |
| 1999 | Cindy Bob          | Mats Karlsson      | Hans Karlsson       | 13.56 | 1.16,3 |
| 1998 | Simb Capi          | Per Lennartsson    | Lennart Wikström    | 1.54  | 1.16,0 |
| 1997 | Arnies Super Girl  | Dick S. Jansson    | Håkan Lindqvist     | 5.00  | 1.15,1 |
| 1996 | Sacrifice          | Olle Goop          | Olle Goop           | 1.45  | 1.16,6 |
| 1995 | Itaka Sund         | Fredrik B. Larsson | Björn Larsson       | 2.77  | 1.16,7 |
| 1994 | Serena             | Christer Nylander  | Christer Nylander   | 5.39  | 1.15,2 |
| 1993 | Ina Scot           | Kjell P. Dahlström | Kjell P. Dahlström  | 1.18  | 1.14,9 |
| 1992 | Iata Käll          | Jim Frick          | Tommy Hanné         | 7.09  | 1.16,6 |
| 1991 | Bowls Lady         | Stig H. Johansson  | Stig H. Johansson   | 1.61  | 1.17,2 |
| 1990 | Drottning Sund     | Björn Larsson      | Björn Larsson       | 5.59  | 1.15,3 |
| 1989 | Viva Mon           | Åke Lindblom       | Åke Lindblom        | 7.40  | 1.16,5 |
| 1988 | Gina Roy           | Stig H. Johansson  | Stig H. Johansson   | 2.48  | 1.17,0 |
| 1987 | Lass Dame          | Bo Näslund         | Bo Näslund          | 5.33  | 1.18,0 |
| 1986 | Intact             | Olle Goop          | Olle Goop           | 2.72  | 1.17,4 |
| 1985 | Kristina Palema    | Bo Näslund         | Bo Näslund          | 2.05  | 1.15,9 |
| 1984 | Marina W.          | Olle Goop          | Olle Goop           | 2.70  | 1.16,3 |
| 1983 | Sussi Håleryd      | Ulf Nordin         | Ulf Nordin          | 5.43  | 1.16,4 |